# Chương trình Setka
Chương trình Setka (tiếng Nga: Программа Сетка) là chương trình nghiên cứu UFO do Liên Xô thành lập vào năm 1977. Hoạt động điều tra và nghiên cứu do hai ủy ban tiến hành từ năm 1978 đến năm 1990. Sau khi Liên Xô giải thể, toàn bộ dữ liệu nghiên cứu UFO đều giao lại cho Liên bang Nga và mãi sau này mới được tiết lộ cho công chúng vào năm 2000.

## Lịch sử
Từ sau khi xảy ra hiện tượng Petrozavodsk vào năm 1977, Liên Xô bèn khởi động chương trình nghiên cứu UFO cấp nhà nước mang tên Setka dựa theo đề xuất của nhà khoa học Anatolij Aleksandrov. Chương trình này chính thức thành lập vào tháng 10 năm 1977, được chia thành hai ủy ban nghiên cứu gồm Setka MO theo sự chỉ đạo của Bộ Quốc phòng chủ yếu là giới quân nhân và Setka AN theo sự chỉ đạo của Viện Hàn lâm Khoa học Liên Xô quy tụ giới khoa học gia. Nhóm đầu tiên có nhiệm vụ nghiên cứu các khía cạnh quân sự của hiện tượng UFO, chẳng hạn như UFO ảnh hưởng như thế nào đối với sự cố và việc lắp đặt trang thiết bị quân sự, trong khi nhóm thứ hai phải nghiên cứu tác động vật lý liên quan đến UFO và cố gắng tìm hiểu nguyên nhân sâu xa. Công tác điều phối của ủy ban đầu tiên được giao cho Đại tá Boris Sokolov và ủy ban thứ hai giao cho Giáo sư Vladimir Migulin, cùng với Tiến sĩ Yulii Platov là phó điều phối viên.
Công việc của hai ủy ban bắt đầu vào tháng 1 năm 1978. Trước tiên, người ta quyết định không sử dụng thuật ngữ UFO mà sử dụng thuật ngữ trung lập hơn mang tên "hiện tượng khí quyển và không trung dị thường". Hoạt động nghiên cứu này kéo dài cho đến tận năm 1990 và những báo cáo của khoảng 3.000 người từng có lần nhìn thấy UFO đều được kiểm tra kỹ càng, song song với việc thẩm vấn nhân chứng. Sau khi Liên Xô giải thể vào năm 1991, chương trình này vẫn được tiếp tục tại Viện Hàn lâm Khoa học Nga nhằm mục đích nghiên cứu và tích hợp dữ liệu sẵn có kéo dài cho đến năm 1995.
Kết quả của chương trình Setka đã được Sokolov (điều phối viên của Setka-MO) và Platov (phó điều phối viên Setka-AN) tiết lộ qua một bài báo đăng trên tập san của Viện Hàn lâm Khoa học Nga số ra năm 2000.

## Kết quả
Theo kết luận của nghiên cứu do Platov và Sokolov báo cáo, 90% hiện tượng khí quyển dị thường mà nhiều người chứng kiến trên lãnh thổ Liên Xô có thể được giải thích là do tác động từ các hoạt động của con người (chủ yếu là phóng tên lửa, vệ tinh nhân tạo và bóng bay dự báo thời tiết), trong khi 10% còn lại là không giải thích được. Đối với trường hợp thứ hai này, người ta đã đưa ra giả thuyết rằng nguyên nhân là do những hiện tượng tự nhiên hiếm gặp hoặc vẫn chưa được biết đến vào thời điểm đó.
Tuy vậy, chương trình này không tìm thấy bằng chứng xác thực nào về các vụ UFO hạ cánh hoặc va chạm, hay là về trường hợp tiếp xúc cự ly gần và hiện tượng người ngoài hành tinh bắt cóc; hơn nữa, chẳng có bằng chứng nào liên quan đến nguồn gốc ngoài Trái Đất của UFO. Về vấn đề này, Platov và Sokolov nhận xét rằng có hai khả năng: lãnh thổ của Liên Xô cũ vẫn cấm cửa đối với du khách ngoài hành tinh từ năm 1978 đến 1995 hoặc giả thuyết ngoài Trái Đất về UFO là vô căn cứ.

## Tranh cãi
Nhiều nhà nghiên cứu UFO không đồng ý với kết quả do Platov và Sokolov tiết lộ. Paul Stonehill, một học giả chuyên nghiên cứu hiện tượng quan sát thấy UFO ở Liên Xô và Nga, tin rằng chỉ có kết quả của nghiên cứu Setka-AN mới được tiết lộ, trong khi kết quả của Setka-MO vẫn còn trong tình trạng bí mật. Stonehill cũng lập luận rằng rất khó biết được ai đó nằm trong chương trình Setka liệu có chịu điều tra nghiêm túc những trường hợp vẫn chưa được giải thích xác đáng hay không.